# Rudolf Riss
Rudolf Riss (* 2. Juli 1923 in Leipzig; † 17. Januar 1985) war ein deutscher Polizeioffizier. Er war Generalleutnant und Stellvertreter des Ministers des Innern der DDR.

## Leben
Der Sohn einer Arbeiterfamilie absolvierte nach dem Besuch der Volksschule von 1938 bis 1941 eine kaufmännische Lehre. Er wurde 1941 zur Wehrmacht eingezogen und geriet 1945 in britische Kriegsgefangenschaft, die er bis 1946 in Norwegen verbrachte.

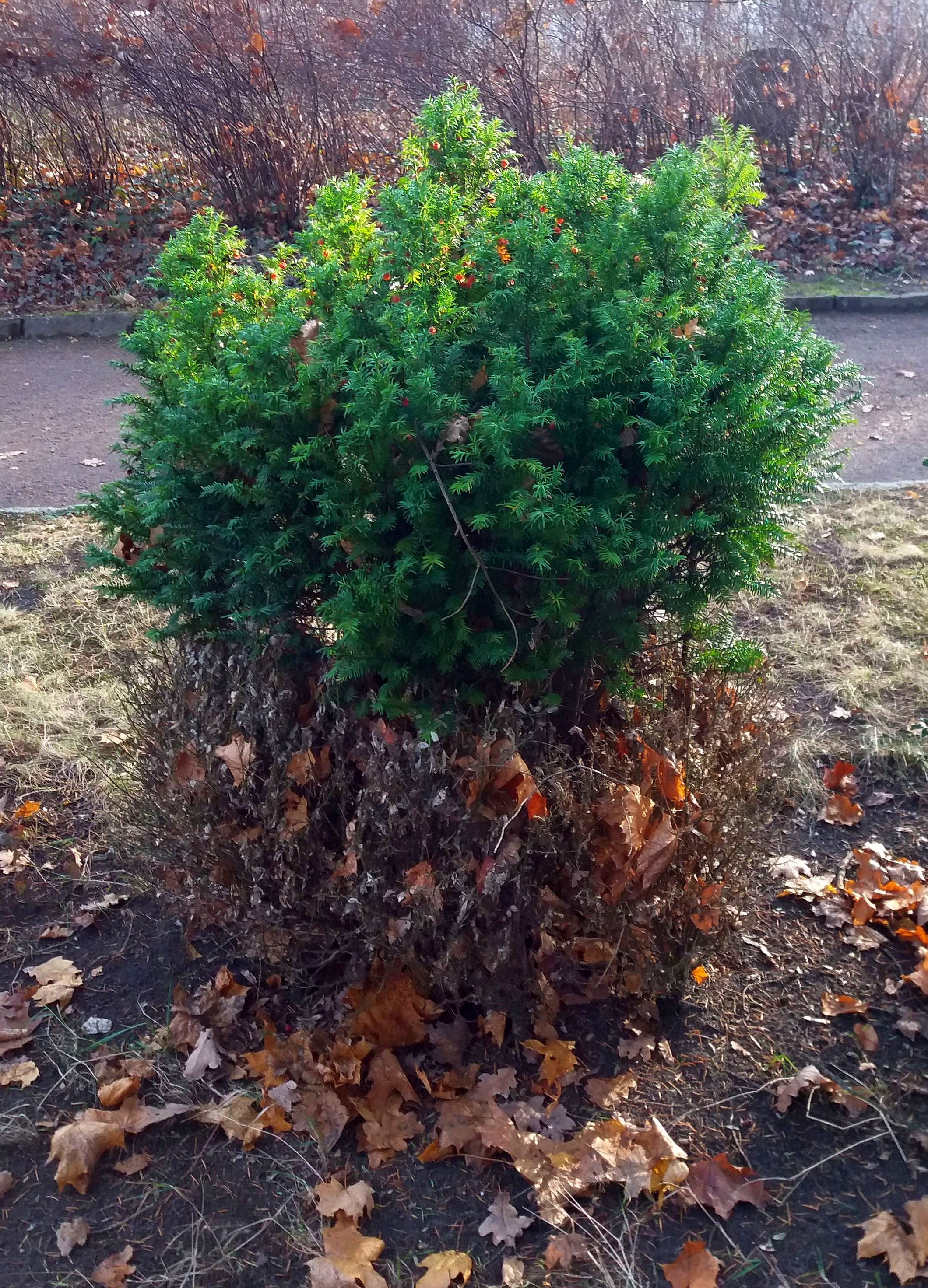
Grabstätte

Nach der Rückkehr in seine Heimatstadt wurde er 1946 Mitglied der SED und Angehöriger der Deutschen Volkspolizei (DVP). Als VP-Oberrat (Major) war er u. a. Leiter des Volkspolizeikreisamtes (VPKA) Görlitz. Den Besuch der Militärakademie Friedrich Engels in Dresden schloss er 1963 im Rang eines Oberstleutnants der VP als Diplom-Militärwissenschaftler ab und wurde mit dem Sonderdiplom der Akademie ausgezeichnet. Am 29. Juni 1970 wurde er vom Vorsitzenden des Nationalen Verteidigungsrates der DDR, Walter Ulbricht, zum Generalmajor und 1971 als Nachfolger von Generalleutnant Willi Seifert zum stellvertretenden Minister des Innern und Chef des Stabes der DVP ernannt. Am 26. Juni 1975 beförderte ihn Ulbrichts Nachfolger im Amt des Vorsitzenden des Nationalen Verteidigungsrates, Erich Honecker, zum Generalleutnant. Als Nachfolger von Generalmajor Ewald Eichhorn wurde er 1976 zum 1. Stellvertreter des Ministers berufen und zum 2. Vorsitzenden der Sportvereinigung Dynamo gewählt. Viele Jahre war er Mitglied der SED-Kreisleitung des Ministeriums des Innern der DDR (MdI) und von 1981 bis zu seinem Tod 1985 Kandidat des Zentralkomitees der SED.
Riss' Urne wurde in der Grabanlage Pergolenweg des Berliner Zentralfriedhofs Friedrichsfelde beigesetzt.

## Auszeichnungen
- 1973 Vaterländischer Verdienstorden in Silber und 1983 in Gold
- 1975 Friedrich-Engels-Preis